# Ewangelia według świętego Mateusza (film)
Ewangelia według świętego Mateusza (wł. Il vangelo secondo Matteo) – włosko-francuski film religijny z 1964 roku w reżyserii i według scenariusza Pier Paolo Pasoliniego. Oparty na biblijnej Ewangelii Mateusza dramat dedykowany był papieżowi Janowi XXIII.

## Obsada
- Enrique Irazoqui − Jezus Chrystus
- Margherita Caruso − Maria (Młodsza)
- Susanna Pasolini − Maria (Starsza)
- Marcello Morante − Józef
- Alfonso Gatto − Andrzej Apostoł
- Mario Socrate − Jan Chrzciciel
- Settimio Di Porto − Piotr Apostoł
- Giacomo Morante − Jan Ewangelista
- Giorgio Agamben − Filip Apostoł
- Guido Cerretani − Bartłomiej Apostoł
- Eliseo Boschi − Józef z Arymatei
- Rodolfo Wilcock − Józef Kajfasz
- Elio Spaziani − Juda Tadeusz Apostoł
- Natalia Ginzburg − Maria z Betanii
- Marcello Galdini − Jakub Mniejszy
- Ferruccio Nuzzo − Mateusz Ewangelista
- Enzo Siciliano − Szymon Zelota
- Francesco Leonetti − Herod Antypas
- Amerigo Bevilacqua − Herod Wielki
- Luigi Barbini − Jakub Apostoł
- Paola Tedesco − Salome
- Rosario Migale − Tomasz Apostoł
- Alessandro Clerici − Poncjusz Piłat
- Rossana Di Rocco − Archanioł Gabriel

## Produkcja
Zdjęcia kręcono we Włoszech w następujących lokacjach według regionów:
- Apulia (Andria i Barletta w prowincji Barletta-Andria-Trani; Gioia del Colle i Santeramo in Colle w prowincji Bari; Massafra w prowincji Tarent);
- Basilicata (Matera; Avigliano w prowincji Potenza);
- Kalabria (Crotone i Isola di Capo Rizzuto);
- Lacjum (Anzio i Canale Monterano w prowincji Rzym; Soriano nel Cimino i Tuscania w prowincji Viterbo);
- Sycylia (dolina Etny w prowincji Katania)[1][2].

## Odbiór
Film wzbudził kontrowersje i dyskusje. Jedną z przyczyn była osoba reżysera, Piera Paola Pasoliniego − ateisty oraz byłego członka Włoskiej Partii Komunistycznej. Niektórzy krytycy odbierali dzieło Pasoliniego jako zaangażowane politycznie, widząc w przedstawionego przezeń Jezusie rewolucjonistę lub nawet marksistę, walczącego o doskonalszy porządek moralny świata.
Projekt był szeroko reklamowany w rodzimych Włoszech, gdzie spotkał się z ogromnym sukcesem. We Włoszech Ewangelia według św. Mateusza pozostaje jednym z najbardziej popularnych filmów Pasoliniego, zarówno w oczach krytyków, jak i widzów.

## Nagrody i wyróżnienia
Podczas 25. MFF w Wenecji Ewangelia według świętego Mateusza zdobyła dwie nagrody (OCIC Award oraz Nagrodę Specjalną Jury). Trzy lata później uhonorowana została trzema nominacjami do Oscara: za najlepszą scenografię, kostiumy oraz muzykę. W 1968 reżyseria Pasoliniego została wyróżniona w trakcie gali Jussi Awards.
Z okazji stulecia kina w 1995, w Watykanie opracowano listę „ważnych i wartościowych filmów”. Zestawienie liczyło sobie czterdzieści pięć filmowych projektów, zgrupowanych w trzech kategoriach: ważnych dla przedstawienia prawd religii, propagujących ważne wartości oraz stanowiących wybitne dokonania artystyczne. Film Pasoliniego został zaliczony do kategorii dzieł propagujących wartości religijne.